# Porrarp
Porrarp är en by i Vittsjö socken i Hässleholms kommun i Skåne, belägen intill länsväg 117 söder om Vittsjö.

## Etymologi
Ortnamnets ovanliga förled är sannolikt en pluralform av det dialektala ordet purra, som betyder ungefär "risig buske" eller "snår", och -arp är en sydsvensk form av "torp". Ortnamnet betyder alltså ungefär "torpet vid/med de risiga buskarna".